# Glane (Wildeshausen)
Glane ist eine Bauerschaft der Landgemeinde Wildeshausen im niedersächsischen Landkreis Oldenburg.

## Geographie
Die 31 Einwohner zählende Ortschaft Glane liegt im äußersten Norden der Landgemeinde Wildeshausen, südlich der Hunte und gegenüber der auf der anderen Hunteseite liegenden Gemeinde Dötlingen. Sie gehört zu der das Kerngebiet umgebenden sogenannten Landgemeinde Wildeshausen.

## Sehenswürdigkeiten

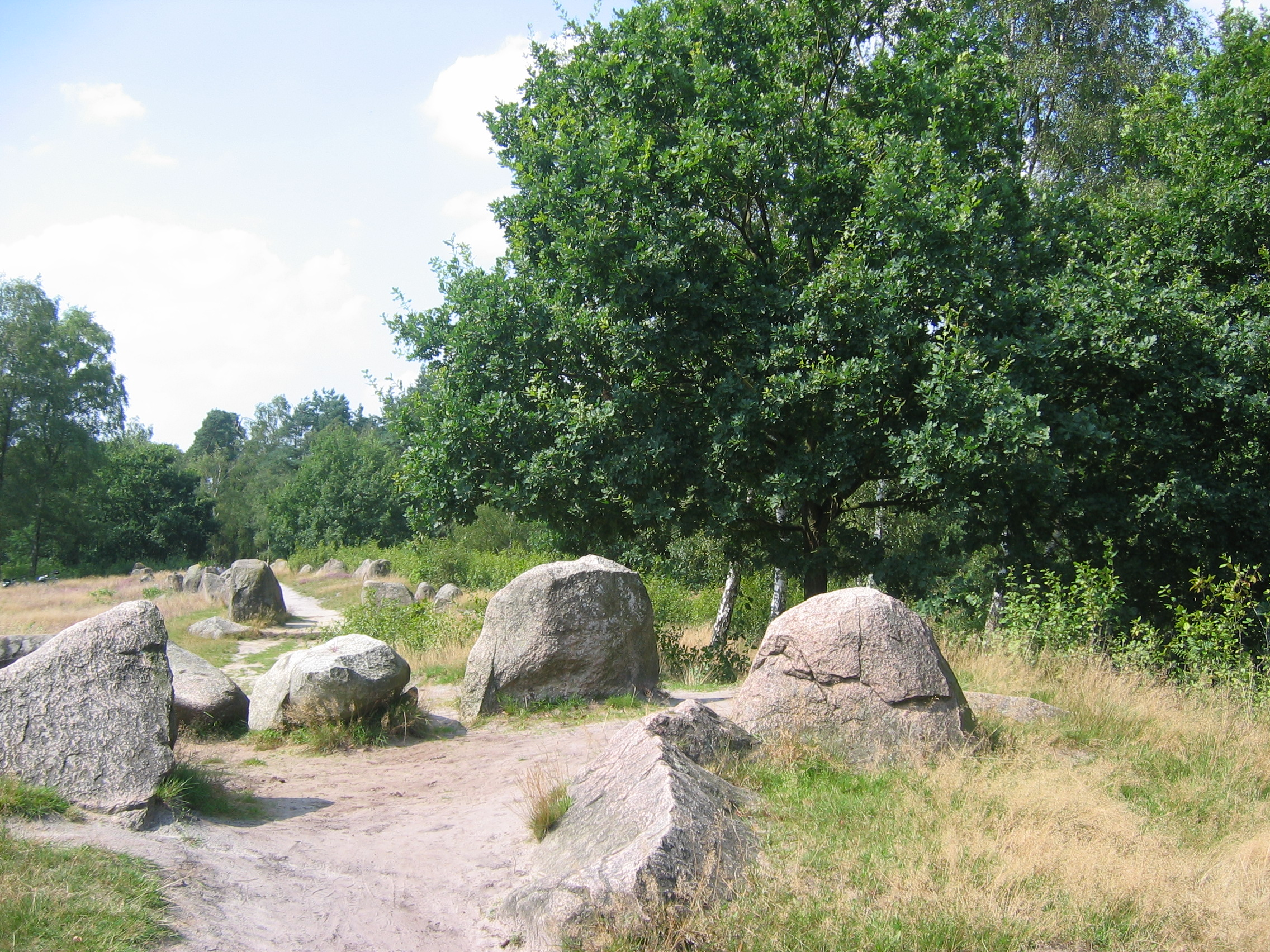
Großsteingrab Glaner Braut im Naturschutzgebiet Glaner Heide

Auf Glaner Gebiet liegt das Naturschutzgebiet Glaner Heide. Darin befindet sich das Megalithgrab Glaner Braut. Es ist Teil der Straße der Megalithkultur.
In der Liste der Baudenkmale in Wildeshausen ist für Glane ein Baudenkmal aufgeführt.